# Alexandre Falguière
Alexandre Falguière, (n. 7 septembrie 1831, Toulouse, Franța – d. 19 aprilie 1900, Paris, Île-de-France, Franța) a fost un sculptor și pictor francez.

## Biografie
Alexandre Falguière s-a născut la 7 septembre 1831, la domiciliul părinților săi, rue Valade nr. 5 din Toulouse. Tatăl său, Joseph, a fost ebenist.
La Școala de Arte Frumoase și Științe Industriale din Toulouse, a intrat în clasa de sculptură a lui Bernard Griffoul-Dorval⁠(d) (1788-1861). Rezultatele sale au convins municipalitatea să-i acorde un subsidiu care să îi permită să își completeze pregătirea la Paris. Încercând să-și îmbunătățească veniturile în vederea înscrierii la Școala de Arte Frumoase din Paris, s-a angajat mai întâi în cadrul firmei foarte prospere de atunci a sculptorului Albert-Ernest Carrier-Belleuse (1824-1887), apoi a lucrat cu Jean-Louis Chenillion⁠(d) ( 1810-1875).
Apropiindu-se de limita de vârstă pentru admiterea la Beaux-Arts din Paris, a hotărât în cele din urmă să intre în 1854. Admis în atelierul lui François Jouffroy⁠(d), Alexandre Falguière a câștigat, alături de Léon Cugnot⁠(d), primul Grand Prix de Rome pentru sculptură în 1859 cu basorelieful Mézence rănit, salvat de curajul fiului său Lausus⁠(d).
A fost oaspete la Villa Medici din Roma între 1860 și 1864 unde l-a cunoscut, în 1861, pe compatriotul său din Toulouse Raymond Barthélemy⁠(d) (1833-1902), câștigător al Prix de Rome în 1860, fost elev al lui Griffoul-Dorval ca el. După întoarcerea sa de la Roma la începutul anului 1866, a venit să stea și rue de l'Ouest 36 (districtul Luxemburg, în prezent rue d'Assas 68) unde Falguière s-a stabilit definitiv.
În 1882, a fost numit profesor la École des beaux-arts din Paris și ales membru al Académie des beaux-arts⁠(d). Studenții lui Falguière au fost Antonin Mercié, Laurent Marqueste⁠(d), Gaston Schnegg⁠(d), Camille Crenier⁠(d), Achille Jacopin⁠(d), Maurice Bouval⁠(d) și Jean-Marie Mengue⁠(d), cel mai faimos dintre ei fiind Antoine Bourdelle⁠(d).
A fost avansat comandant al Legiunii de Onoare.
În 1898, Falguière a fost însărcinat să realizeze Monumentul lui Balzac după ce Société des gens de lettres⁠(d), sponsorul acesteia, respinsese lucrarea lui Auguste Rodin. Afacerea a stârnit un scandal pe care presa l-a descris drept "a doua afacere Dreyfus" pentru că Émile Zola îl susținea pe Rodin. Pentru a dovedi că acest episod nu le-a afectat în niciun fel prietenia, Falguière a creat bustul lui Rodin pentru Salonul din 1897, iar Rodin a sculptat, la rândul său, un bust al lui Falguière.
Printre comenzile publice, putem distinge Monumentul cardinalului Lavigerie pentru orașul Bayonne, al cărui ipsos se păstrează la Toulouse la Musée des Augustins⁠(d), Monumentul lui Goudouli⁠(d) din Toulouse, Monumentul lui Gambetta din Cahors, Monumentul lui La Fayette din Washington.

Slăbit de boală, a plecat la Nîmes pentru a instala Monumentul lui Alphonse Daudet. La câteva ore după întoarcerea sa grăbită la Paris, Alexandre Falguière a murit la 19 aprilie 1900 la domiciliul său din rue d'Assas 68, lăsând-o văduvă pe Blanche Charlotte Virginie, născută Veidie, cu 19 ani mai mică decât el. Este înmormântat la Paris, în cimitirul Père-Lachaise.

Portrete ale lui Alexandre Falguière
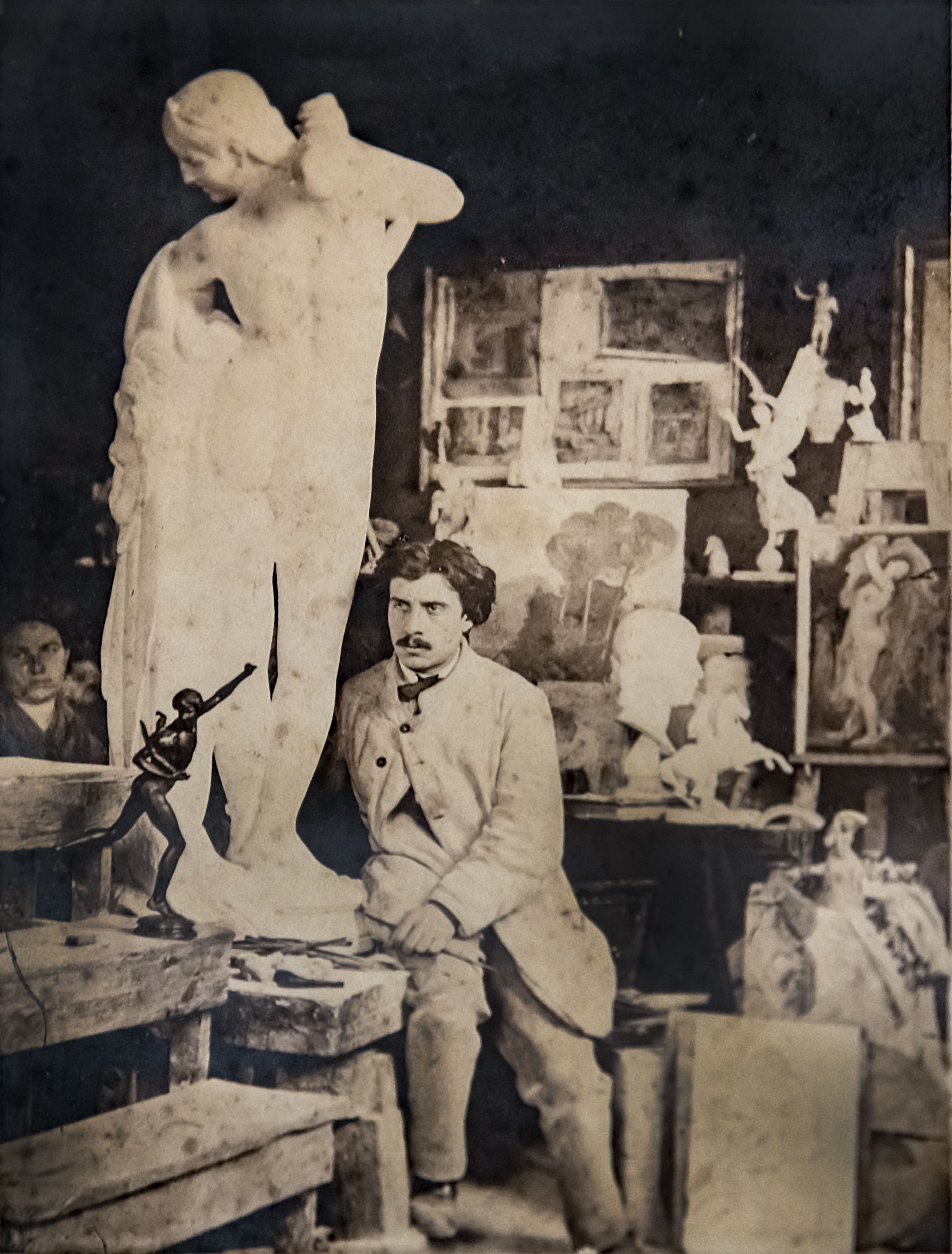
Atelierul lui Alexandre Falguière (1865), fotografie anonimă, Musée du Vieux Toulouse⁠(d).
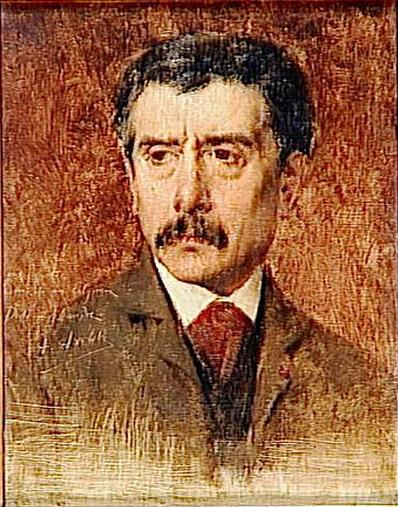
Autoportret (1885), Muzeul de Arte Frumoase din Angers.
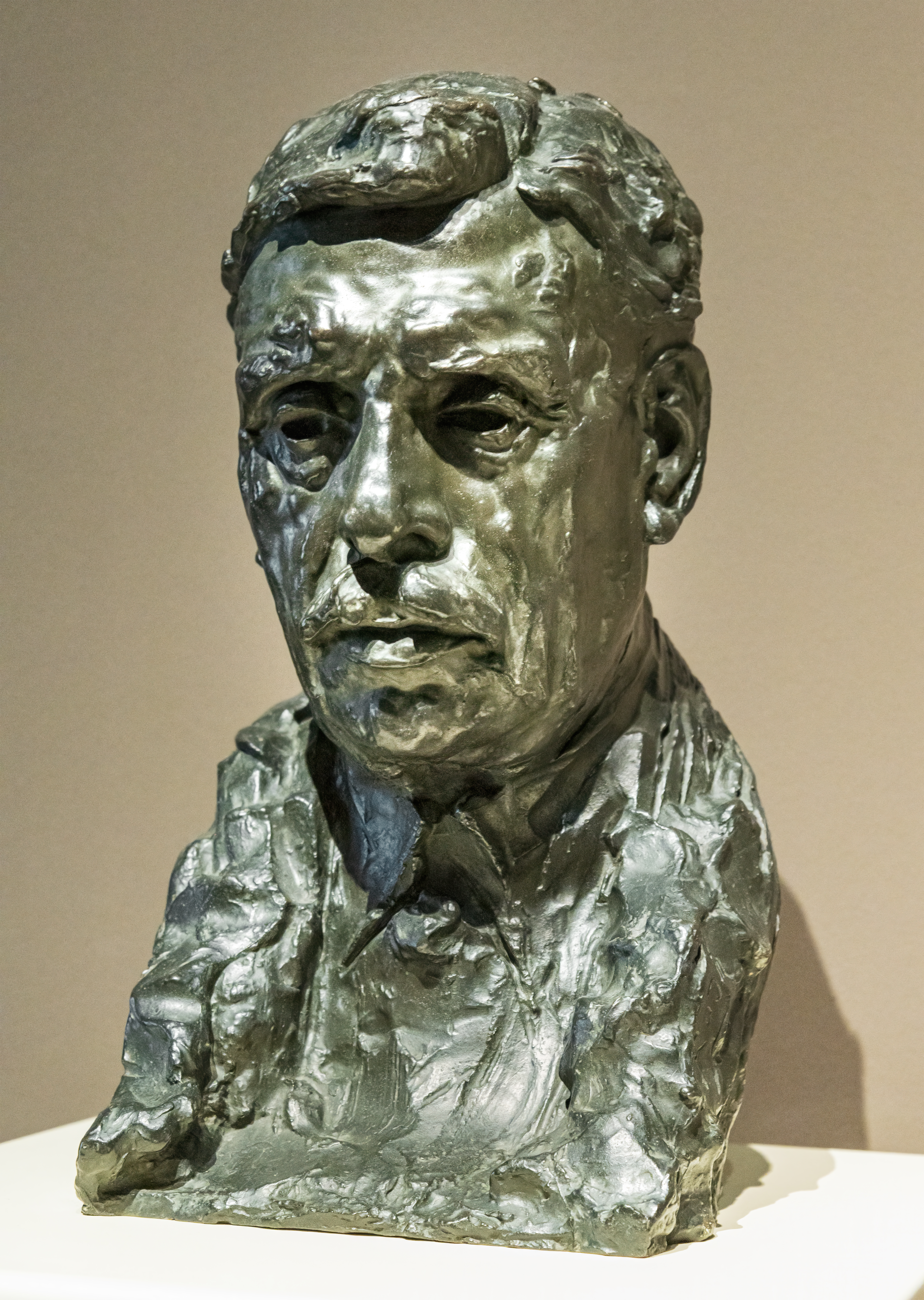
Auguste Rodin, Alexandre Falguière (1897), MNAC.

## Pictorul

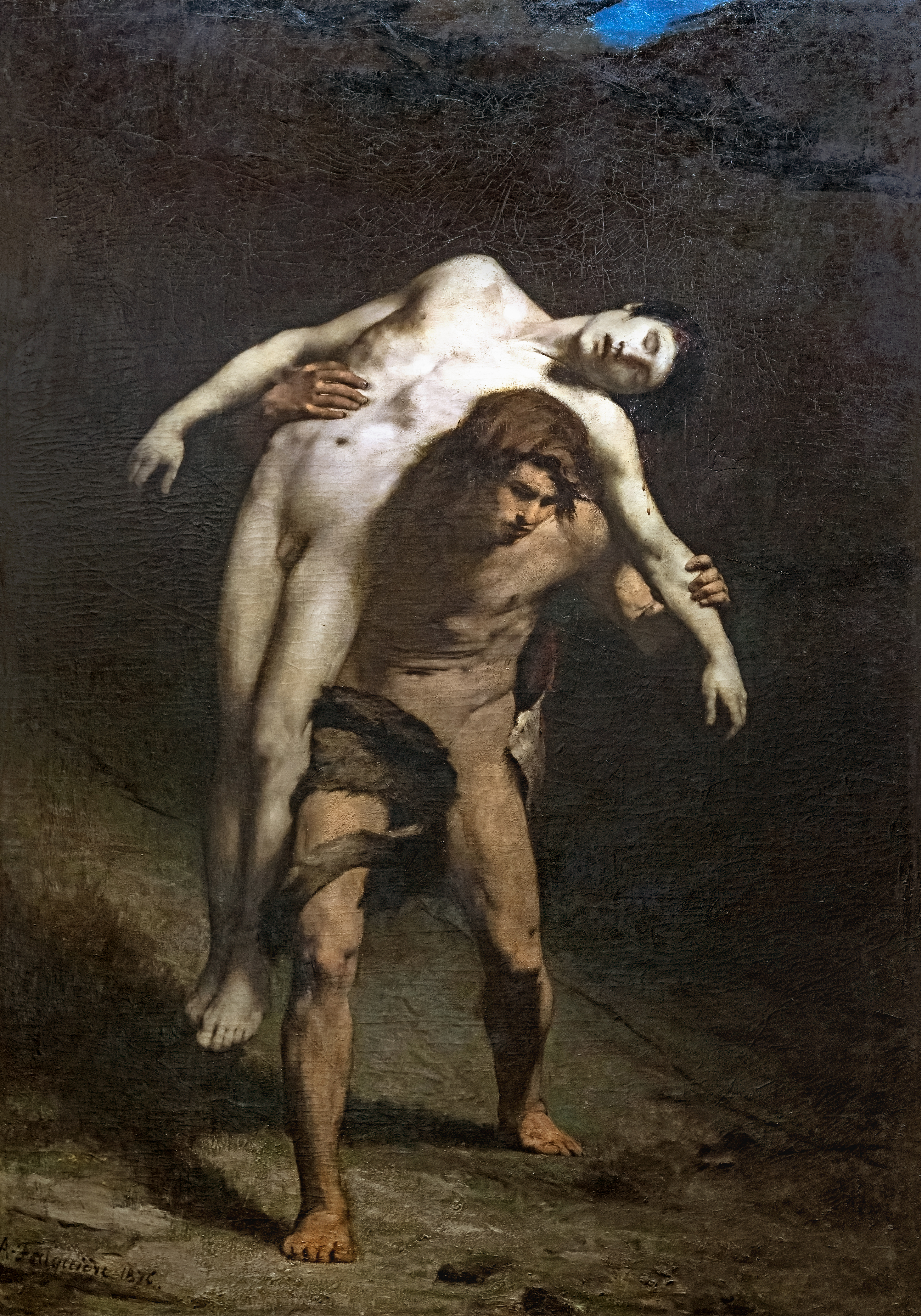
Cain purtând trupul lui Abel (1876), Muzeul de Arte Plastice din Carcassonne.

În paralel cu activitatea sa de sculptor, Alexandre Falguière a practicat și pictura. În anii 1870, a realizat pânze de mari dimensiuni, precum studiul pregătitor Diane șezând (1878), păstrat la Paris la Muzeul Rodin. El a compus Les Lutteurs (1875), păstrat la Paris la Musée d'Orsay care face parte din estetica realismului. A expus Madeleine, o compoziție religioasă, la Salonul din 1887.

## Lucrări în colecții publice
Statele Unite ale Americii
- Los Angeles, Muzeul de Artă al comitatului Los Angeles: Rezistență, 1870.
- Washington: Monumentul lui La Fayette, 1891, bronz.

Franța
- Cahors:
  - Monumentul lui Léon Gambetta, 1884.
  - Muzeul Cahors Henri-Martin:
    - Masca mortuară a lui Léon Gambetta, 1882, ipsos;
    - Bustul lui Léon Gambetta, 1887.
- Carcassonne, Muzeul de Arte Frumoase:
  - Cain purtând trupul lui Abel, 1875, ulei pe pânză;
  - Bustul lui Jacques Gamelin⁠(d), 1898, bronz.
- Chambery: La Sasson, monument al Savoiei, 1892.
- Dijon, muzeul Magnin:
  - Măști pentru copii și femei, 1870-1900;
  - Masca lui Louise Abbéma, circa 1879.

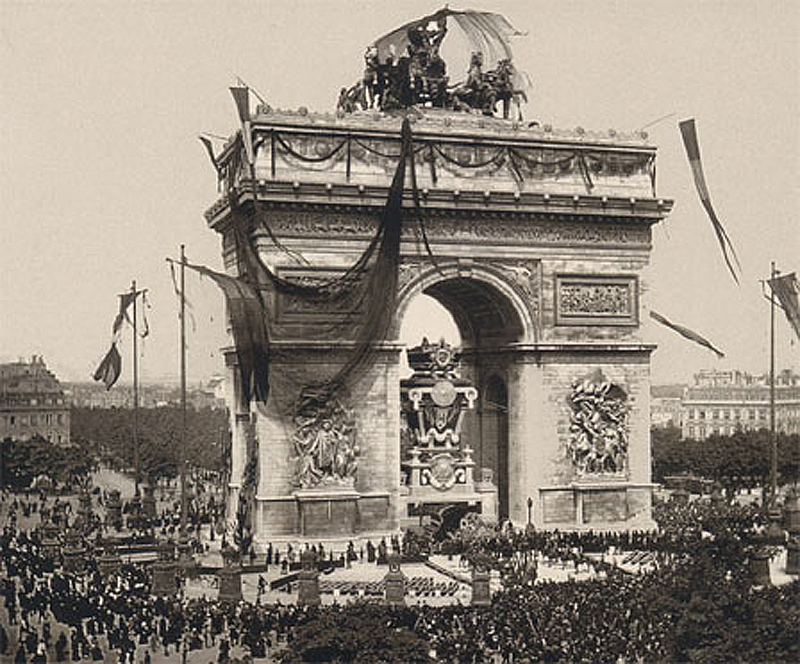
Modelul grupului monumental Triomphe de la Révolution, instalat în vârful Arcului de Triumf de l'Étoile, este vizibil în această fotografie realizată cu ocazia înmormântării lui Victor Hugo, la.

- Grenoble, Musée de Grenoble⁠(d): Triomphe de la Révolution, aproximativ 120 cm, model la scară naturală (1:1) din lemn și ipsos al grupului monumental reprezentând un car tras de cai care se pregătește să „zdrobească anarhia și despotismul”, ridicat în vârful Arcului de Triumf de l'Étoile din 1882 până în 1886, când a fost demolat și îndepărtat deoarece era foarte expus la intemperii, se deteriora și era amenințat cu ruina21. Bronzul monumental planificat nu a fost niciodată turnat22.
- Laon, Musée d'Art et d'Archéologie:
  - Diane chasseresse, bronz, operă furată în 1997;[25]
  - Diane chasseresse, statuetă din bronz.
- Marsilia, grădina Puget: Monument à l'abbé Dassy, 1892, grup din marmură.
- Nantes:
  - école Saint-Joseph-du-Loquidy : Monument à saint Jean-Baptiste de La Salle[26].
  - muzee de artă:
    - Diane, 1888, ipsos;
    - Portrait de Léon Mestayer, bronz;
    - Portrait de Madame Mestayer, marmură;
    - Femme à la rose, ipsos patinat.
- Narbonne, Musée des Beaux-Arts de Narbonne
  - Baigneuse surprise, marmură
- Nemours, castel-muzeu:
  - Émile Gebhart, 1861, medalion în ipsos, 12 cm;
  - Ernest Guiraud, compozitor, medalion în ipsos, 12 cm.
- Paris :
  - École nationale supérieure des beaux-arts: Mézence blessé, préservé par l'intrépidité de son fils Lausus, 1859, ipsos.
  - Grands Magasins Dufayel: Le Travail et l'Épargne, 1892, grup de bronz care împodobește o nișă din fațadă, locație actuală necunoscută.
  - Maison de Balzac: Buste de Balzac, 1899, marmură.
  - Musée d'Orsay:
    - Vainqueur au combat de coqs, 1864, statuie din bronz;[27]
    - Tarcisius, martyr chrétien, 1868, statuie din marmură;[28] · [29]
    - Lutteurs, 1875, ulei pe pânză, 231 x 177 cm[30];
    - L'Asie, 1878, statuie din fontă, Expoziția Universală din 1878 de la Paris, una dintre cele șase sculpturi create pentru seria Les Six Continents, care împodobea Palatul Trocadero;
    - La Danseuse, 1896, statuie de marmură bazată pe un mulaj din ghips al corpului lui Cléo de Mérode;[31]
    - Triomphe de la Révolution, circa 1882, model de ceară, 97 x 130 x 99 cm.[32]

  - Parc Monceau: Ambroise Thomas, 1902.
  - Place de Breteuil: Monument à Pasteur, 1908, grup din marmură, completat de Victor Peter și Louis Dubois după moartea lui Falguière.
  - Palais de la découverte : L'Inspiration guidée par la Sagesse, sculptură ecvestră și basorelief.
  - Square de l'Opéra-Louis-Jouvet⁠(d) : Poetul călare pe Pegas, 1897, statuie ecvestră din bronz
- Reims, Musée des Beaux-Arts:
  - Cléo de Mérode, 1900, marmură;
  - Diane, 1900, marmură.
- Rouen:
  - fontaine-réservoir Sainte-Marie: L'Élevage, La Ville de Rouen și L'Agriculture, 1879, grup alegoric din piatră.
  - place Saint-Clément: fontaine Jean-Baptiste de La Salle, 1875, grup din bronz.
- Toulouse:
  - Biserica Sainte-Germaine: Germaine de Pibrac, 1877, marmură.
  - Grand Rond: Vainqueur au combat de coqs, 1864, bronz.
  - Musée des Augustins :
    - Vainqueur au combat de coqs, 1864;
    - La Suisse accueille l’Armée française, 1874, teracotă;
    - Diane, 1882, ipsos;
    - La Musique, 1889;
    - À la porte de l'École, 1889;
    - Femme au paon, 1890;
    - Henri de La Rochejaquelein, 1895, statuie în ipsos;
    - Nymphe courant, marmură.

  - Place Georges-Guillaumin: Monument à Balzac, 1902, piatră.
  - Place Wilson: Monument à Goudouli, 1898, în colaborare cu elevul său Mercié și cu arhitectul Paul Pujol.

Grecia
- Atena: Grecia către Lord Byron, 1896, statuie proiectată de Henri Chapu⁠(d), apoi preluată și sculptată de Falguières la moartea sa.[33]

Vietnam
- Ho și Min: Monumentul lui Léon Gambetta, 1892, replică a monumentului Cahors. A fost înlăturată în 1955 și nu mai știe unde se află.[34]

Lucrările lui Alexandre Falguière
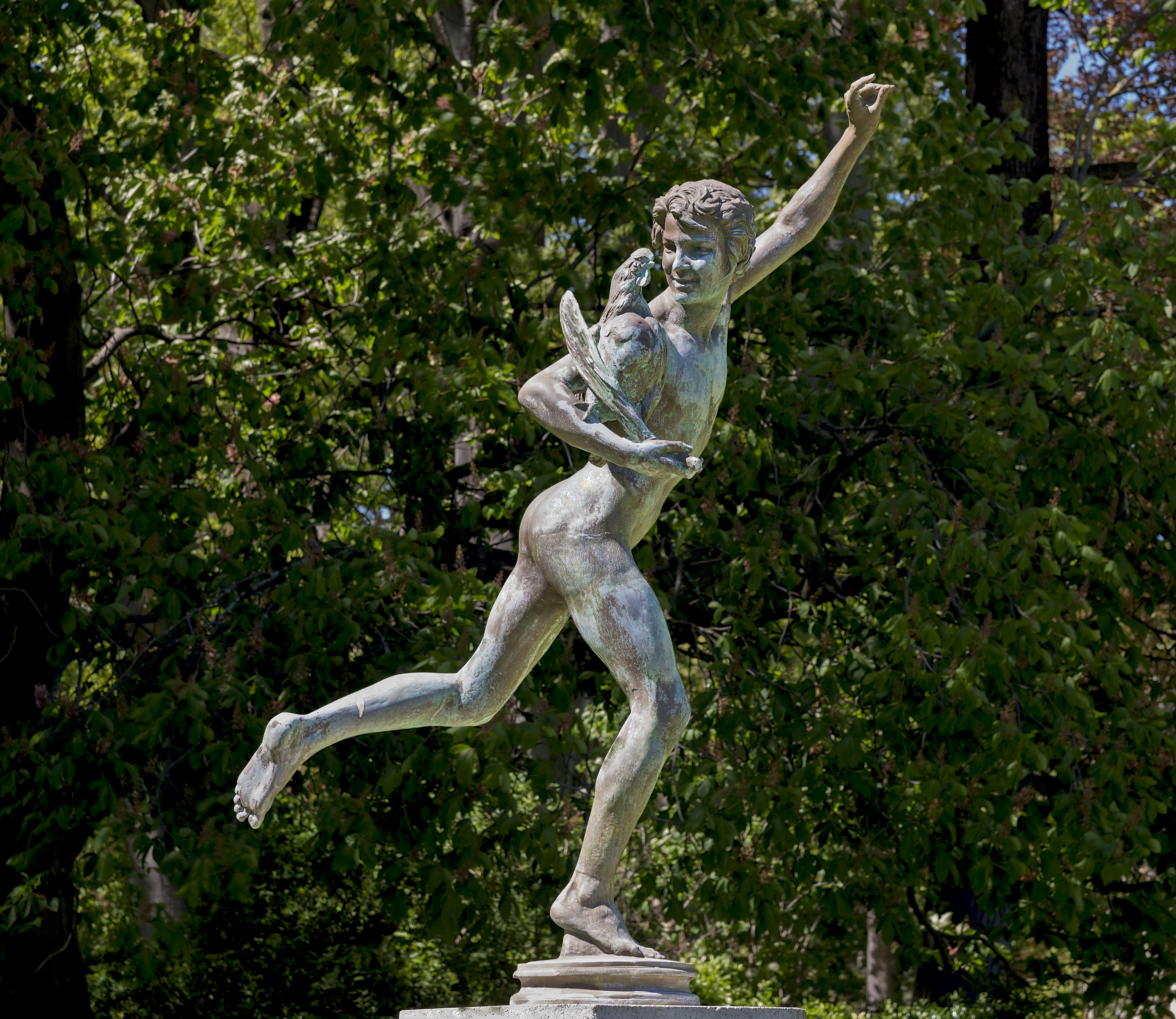
Vainqueur au combat de coqs (1864), Toulouse, Grand Rond.
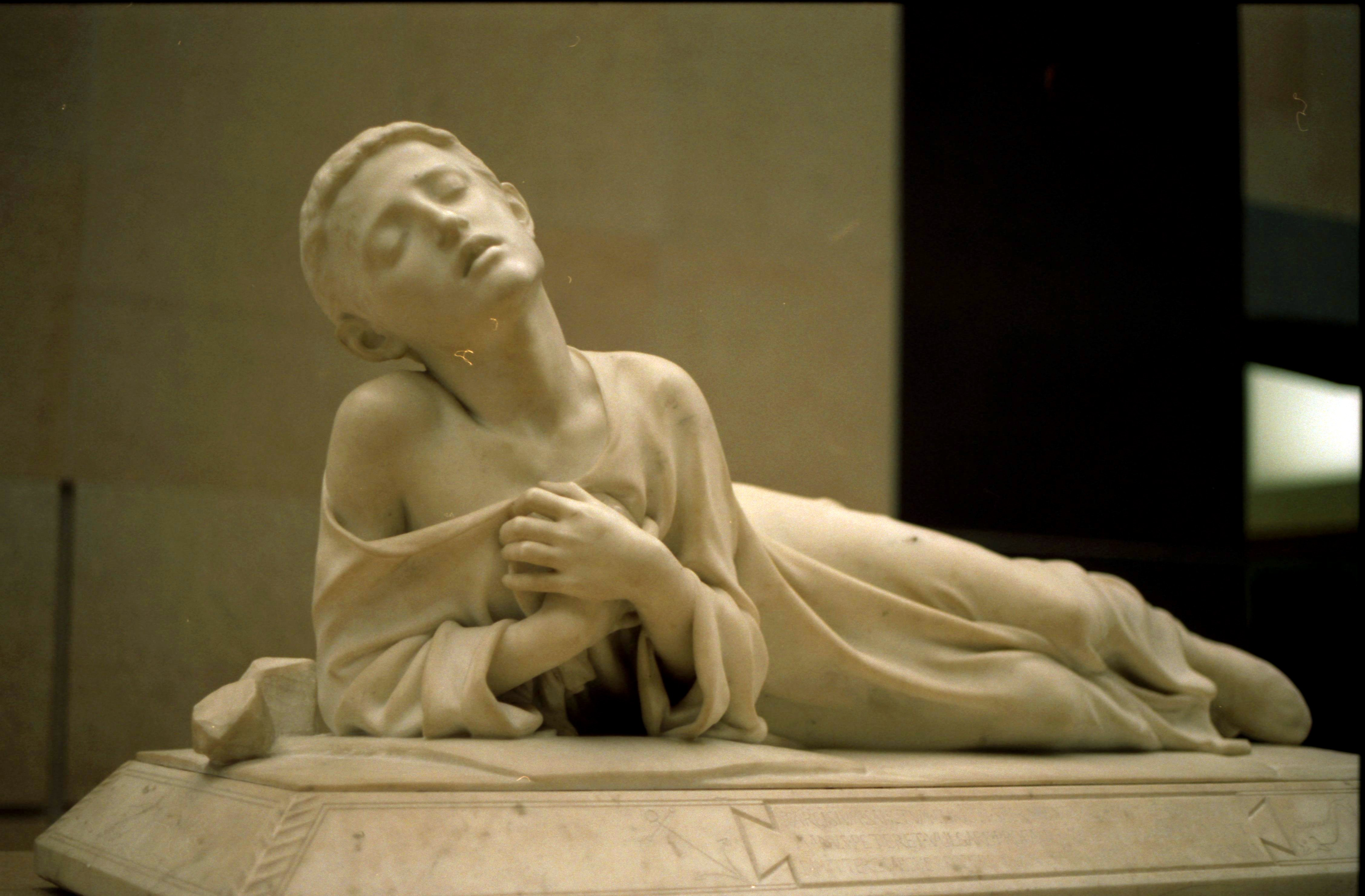
Tarcisius, martyr chrétien (1868), Paris, Musée d'Orsay.
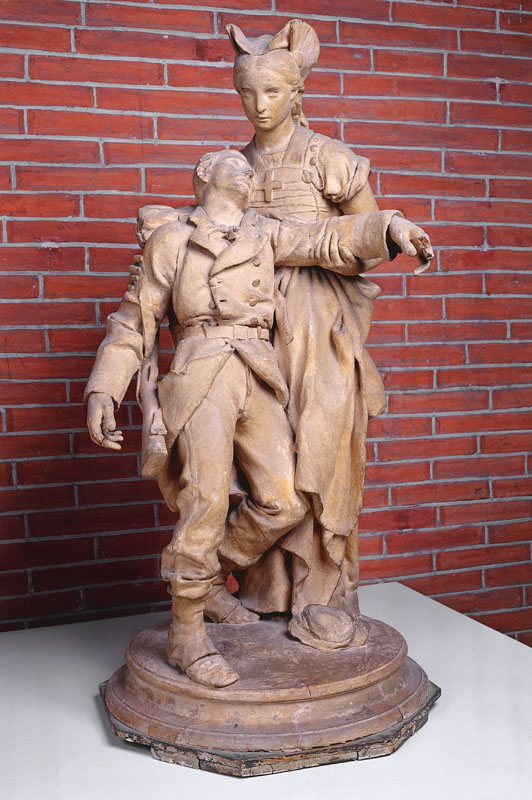
La Suisse accueille l'Armée française (1874), Musée des Augustins de Toulouse.
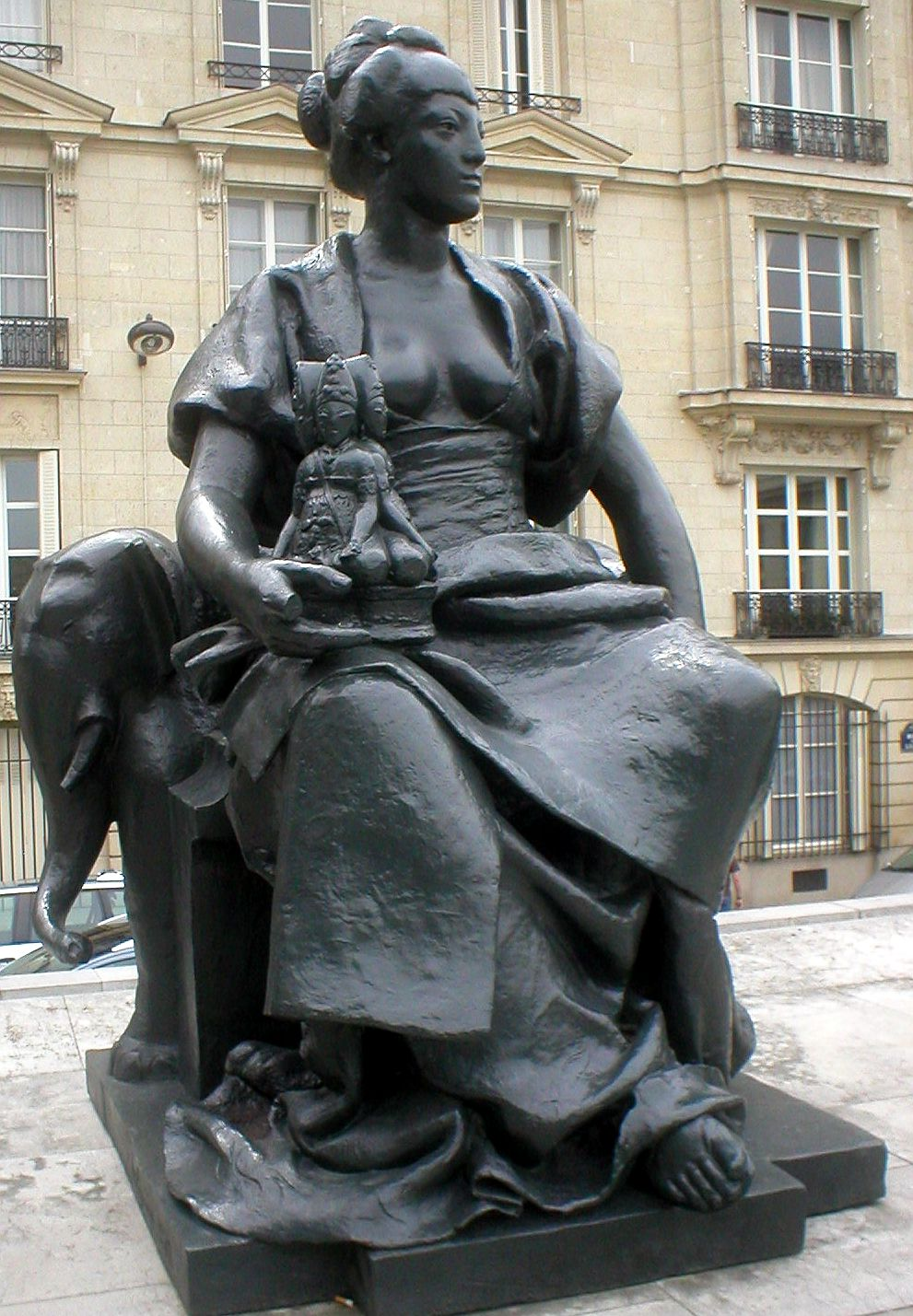
L'Asie (1878), Paris, Musée d'Orsay.
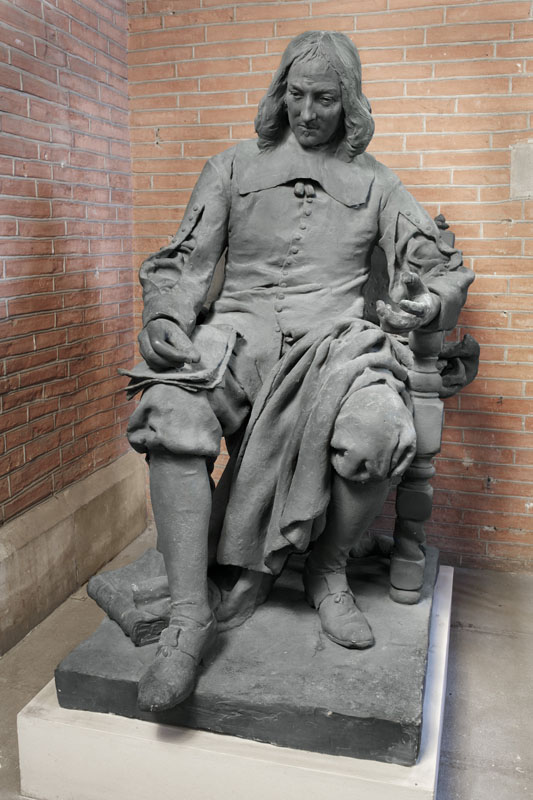
Pierre de Fermat (1881), Musée des Augustins de Toulouse.
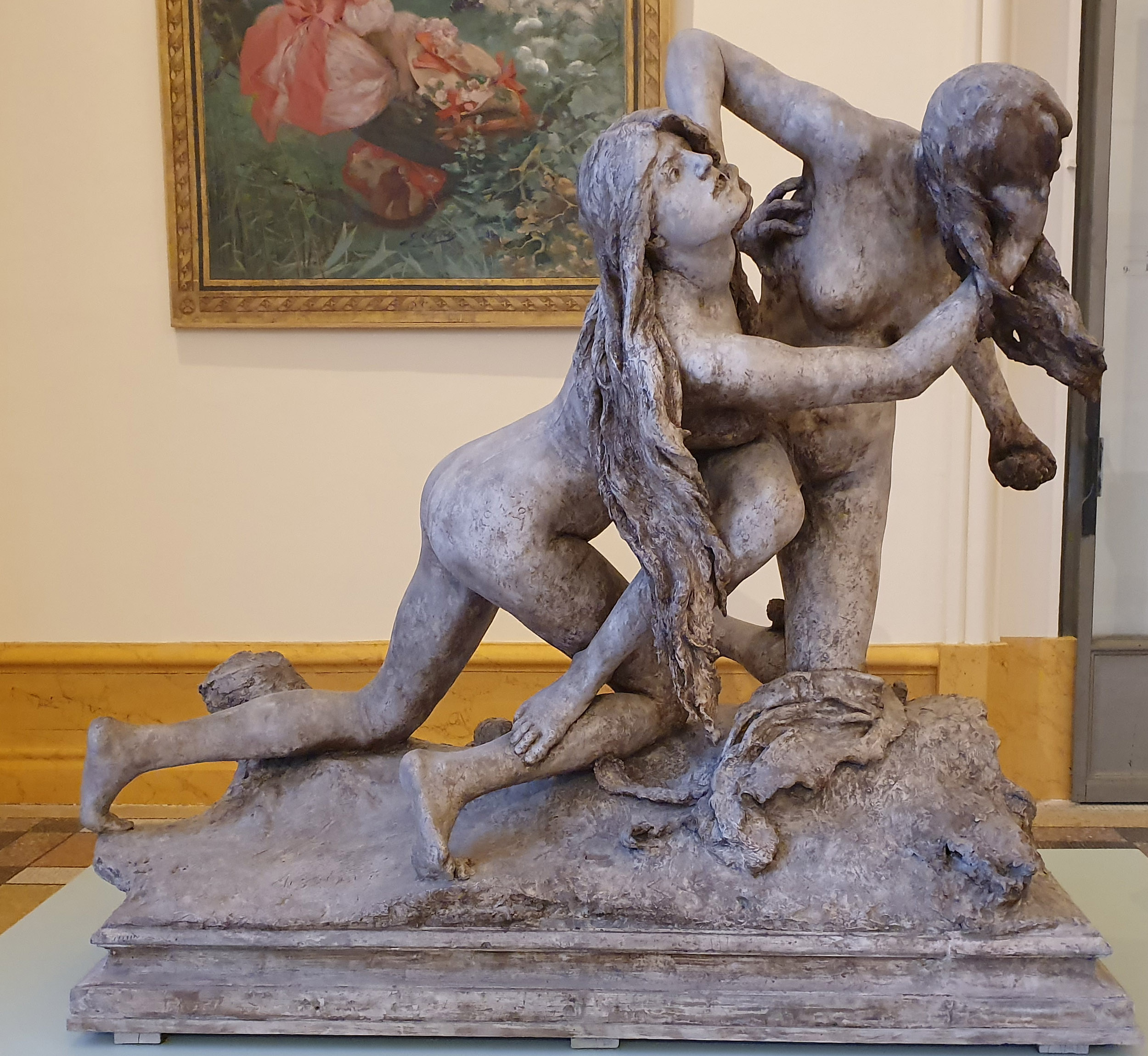
Bacchantes (1886), Paris, Petit Palais.
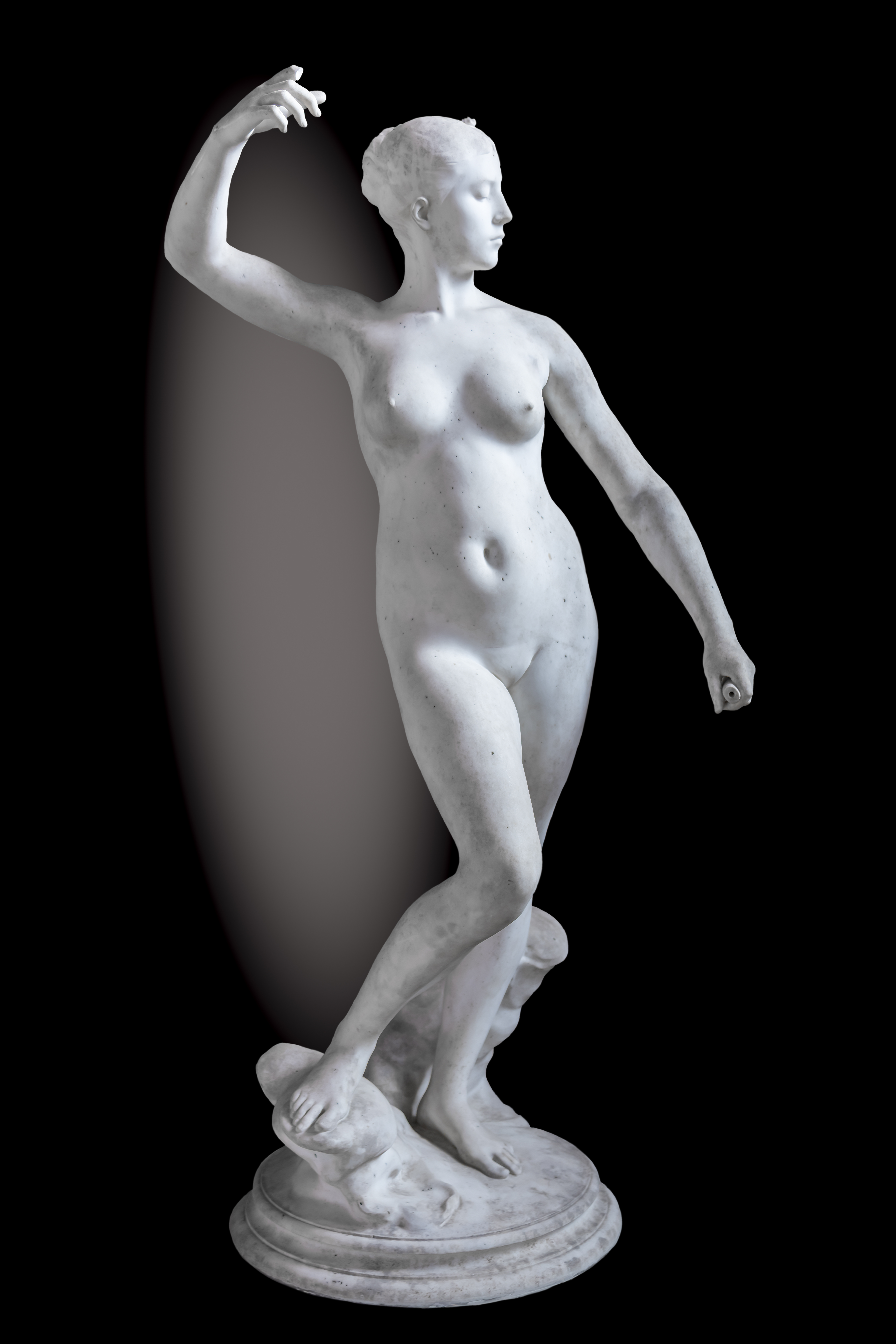
Diane (1887), Musée des Augustins de Toulouse.
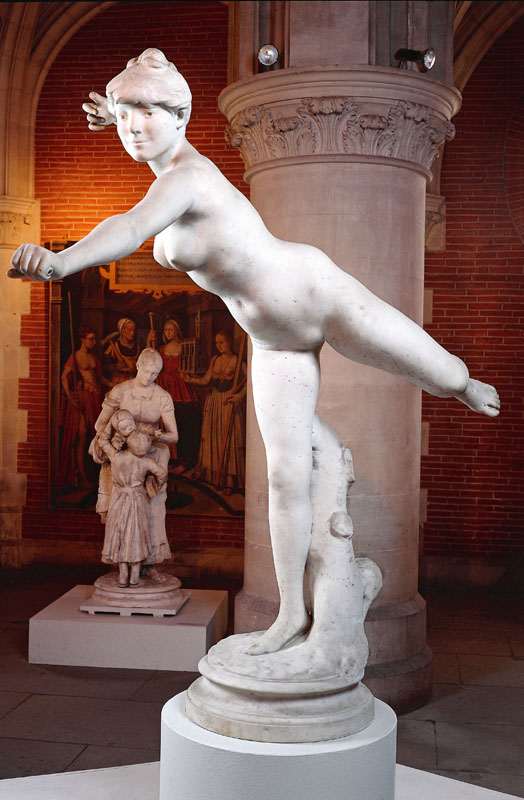
Nymphe chasseresse (1888), Musée des Augustins de Toulouse.
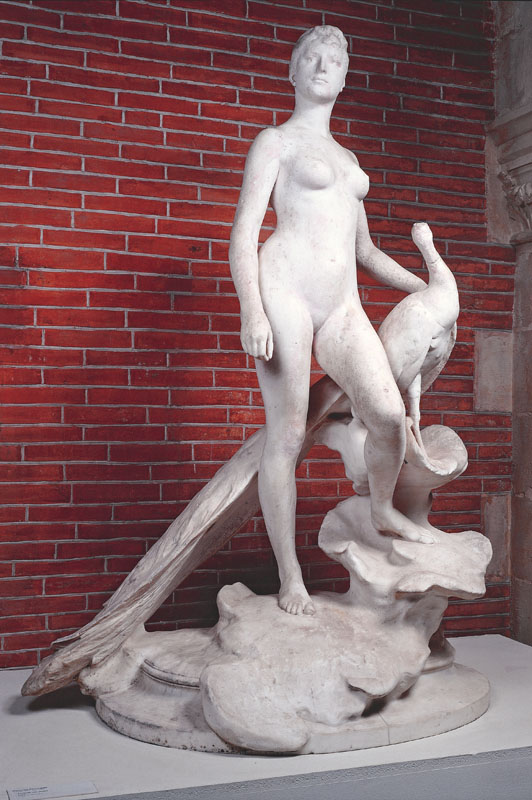
La Femme au paon (1890), Musée des Augustins de Toulouse.
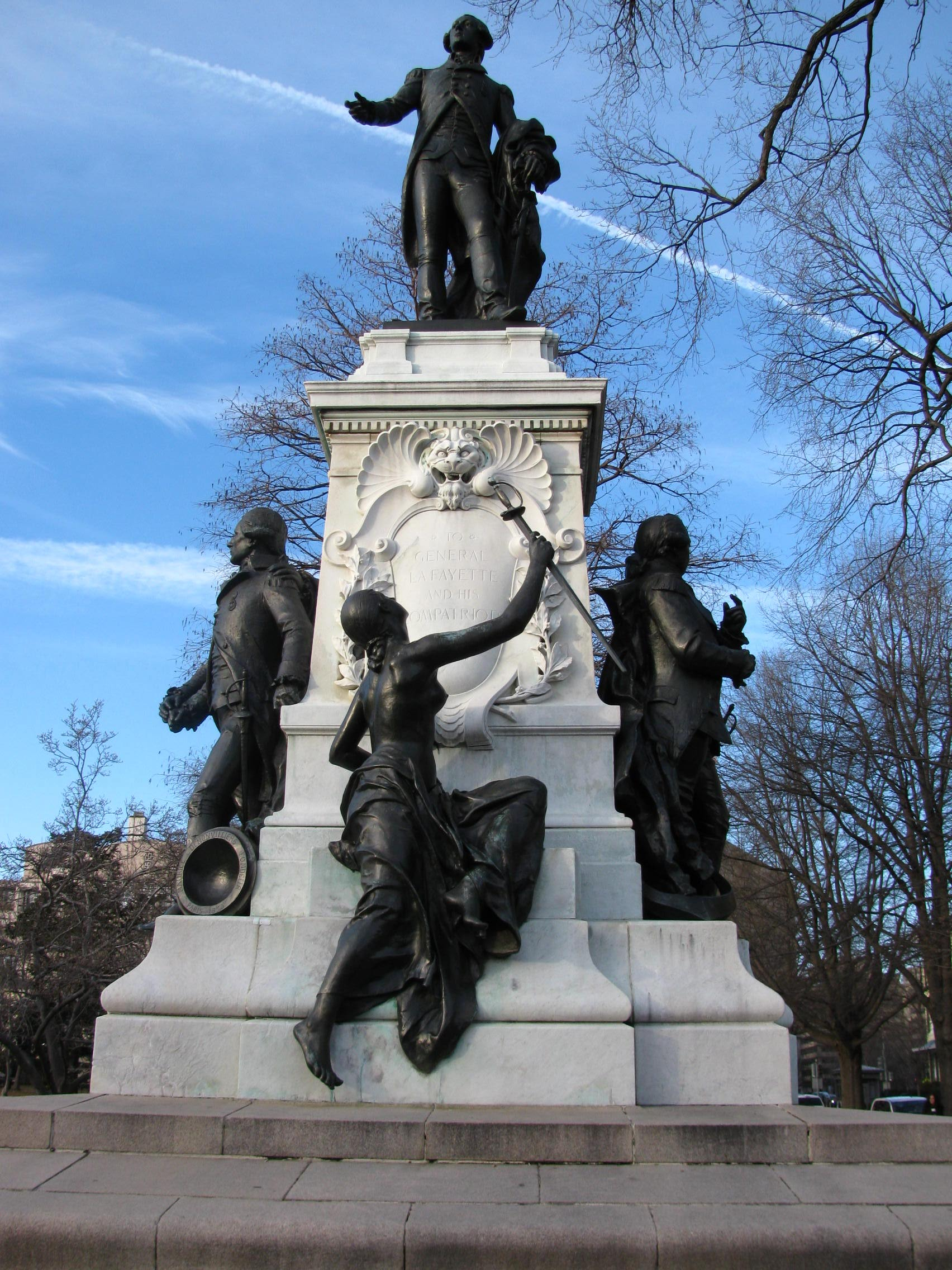
Monument à La Fayette (1891), Washington.
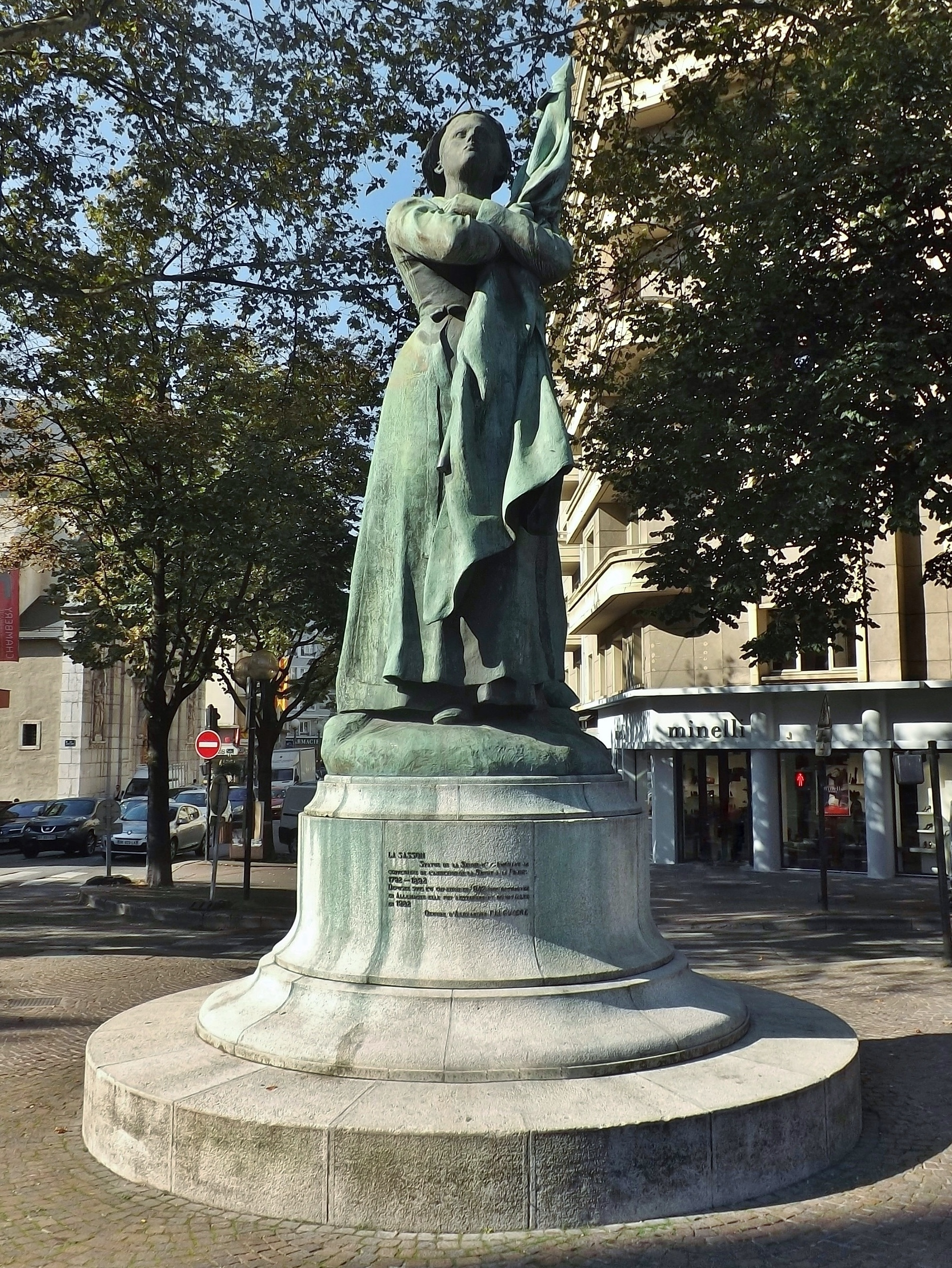
La Sasson (1892), Chambéry.
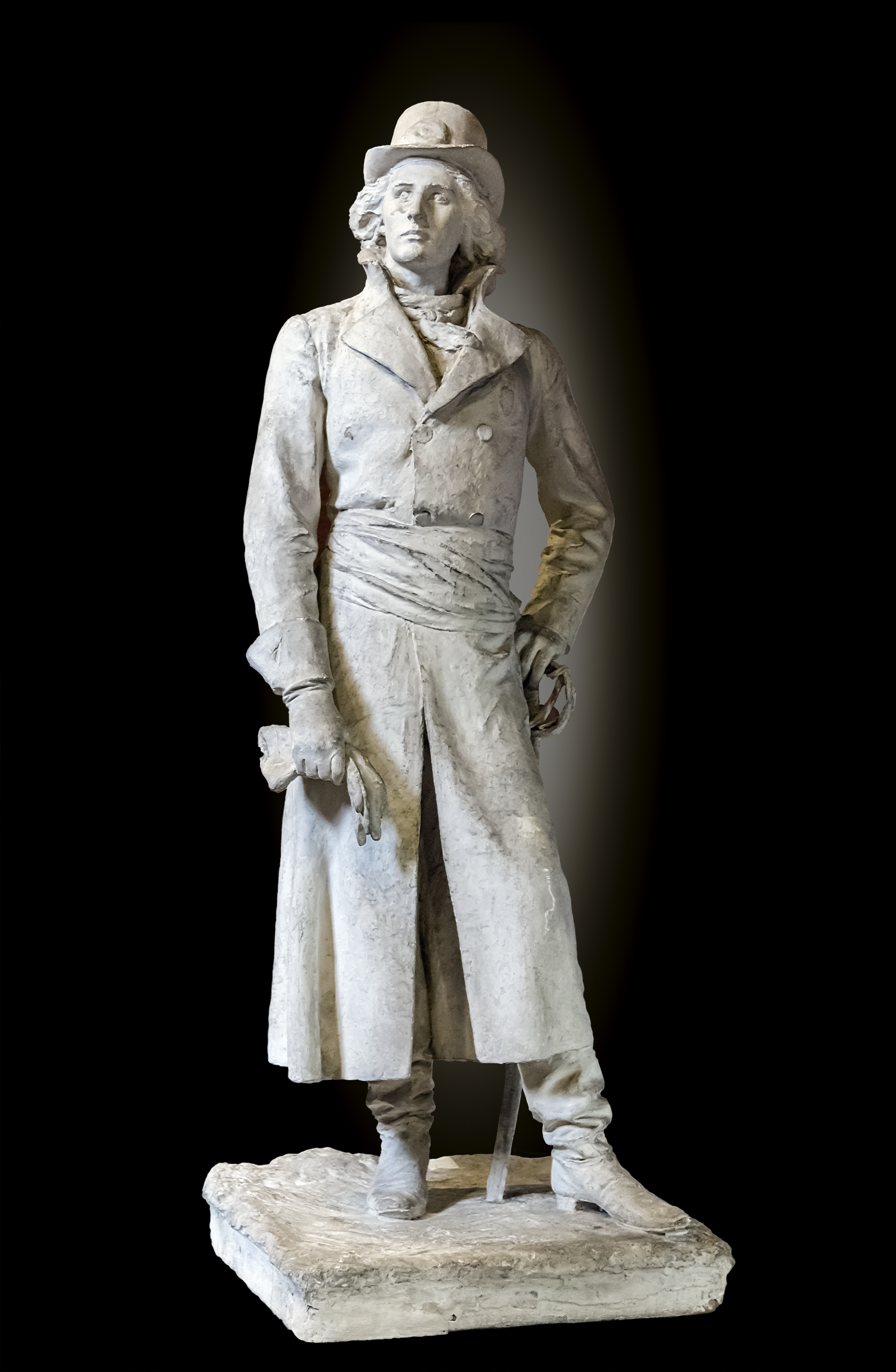
Henri de La Rochejaquelein (1895), Musée des Augustins de Toulouse.
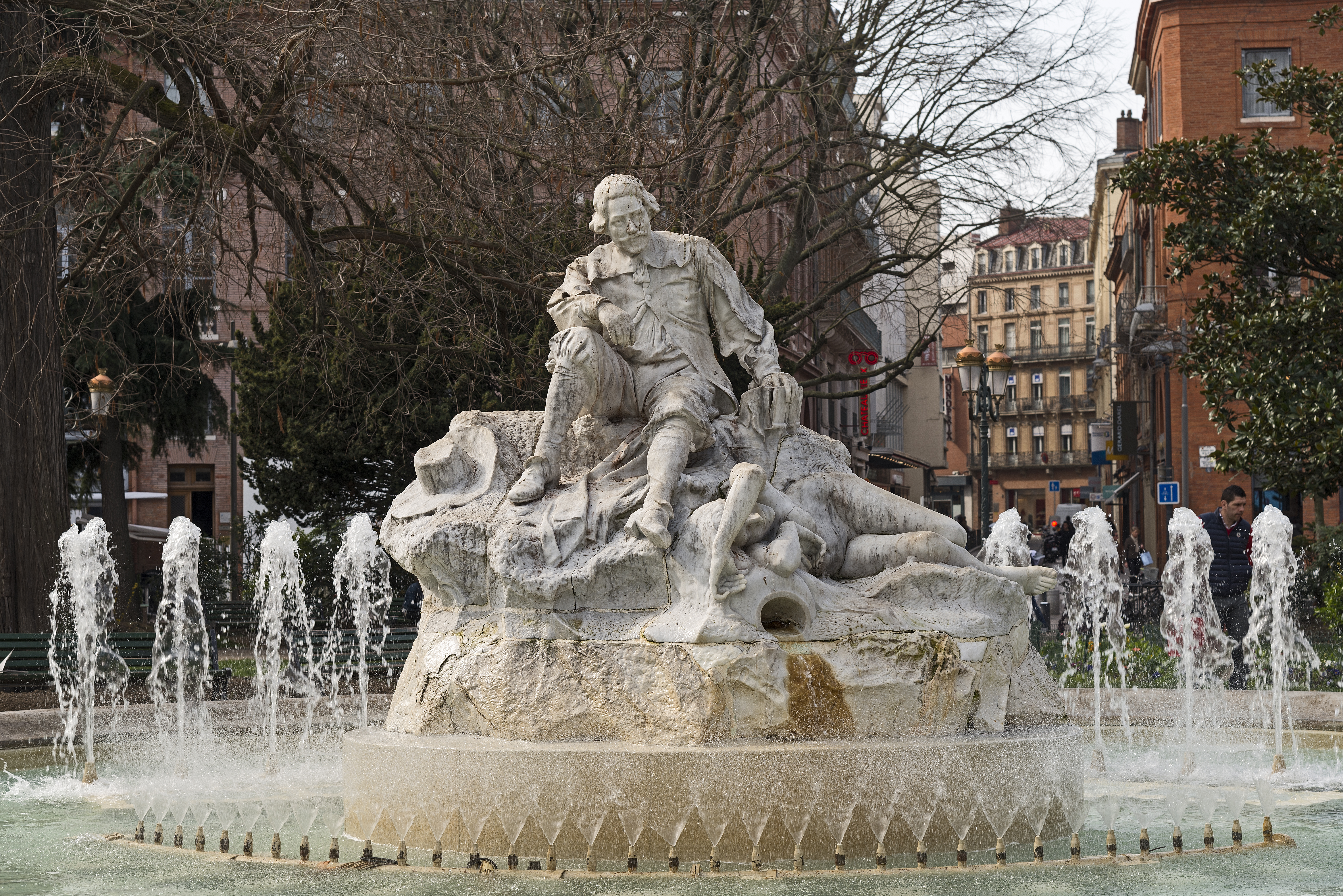
Monument à Goudouli (1898), Toulouse, Place Wilson.
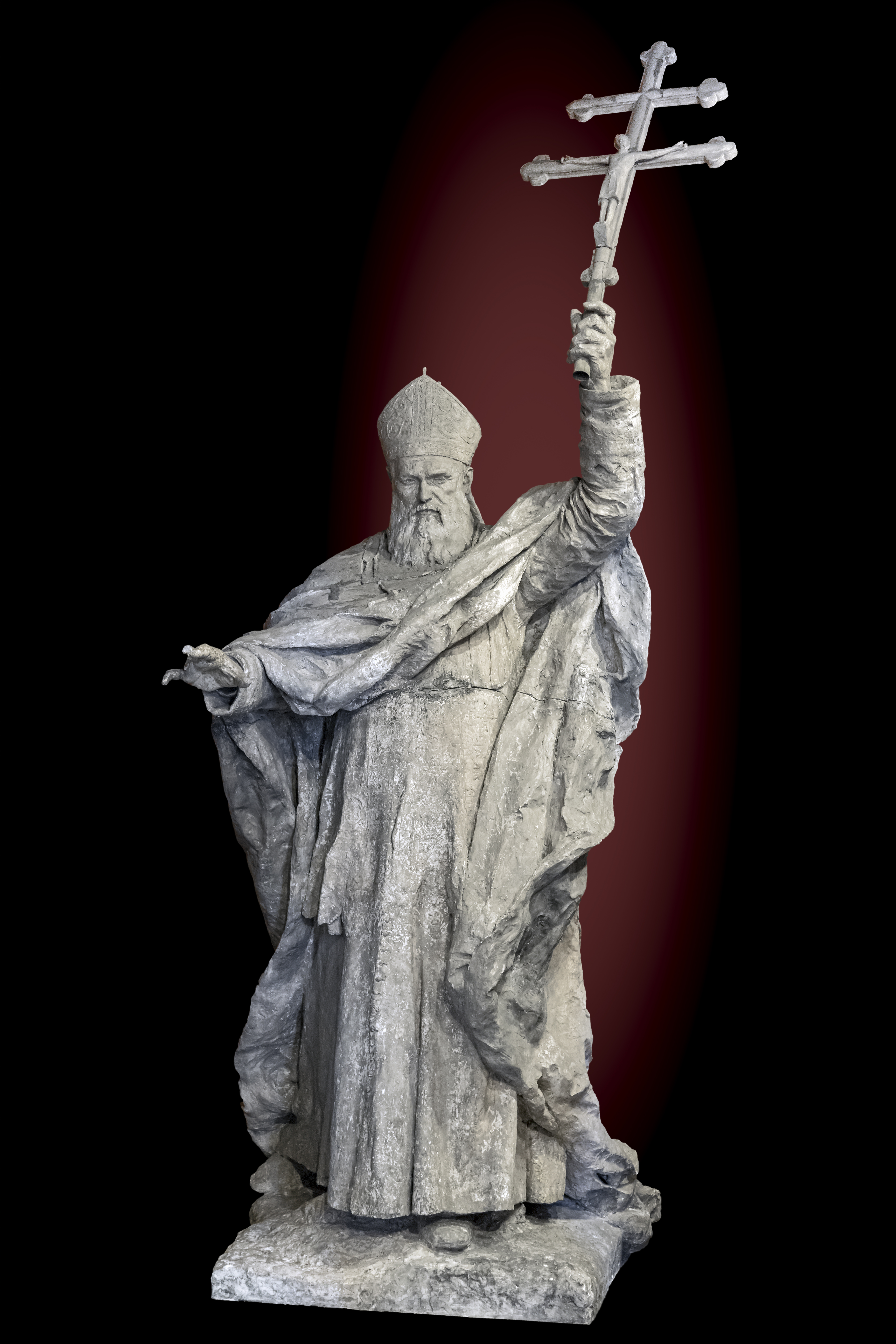
Le Cardinal Charles Lavigerie (către 1898), Musée des Augustins de Toulouse.
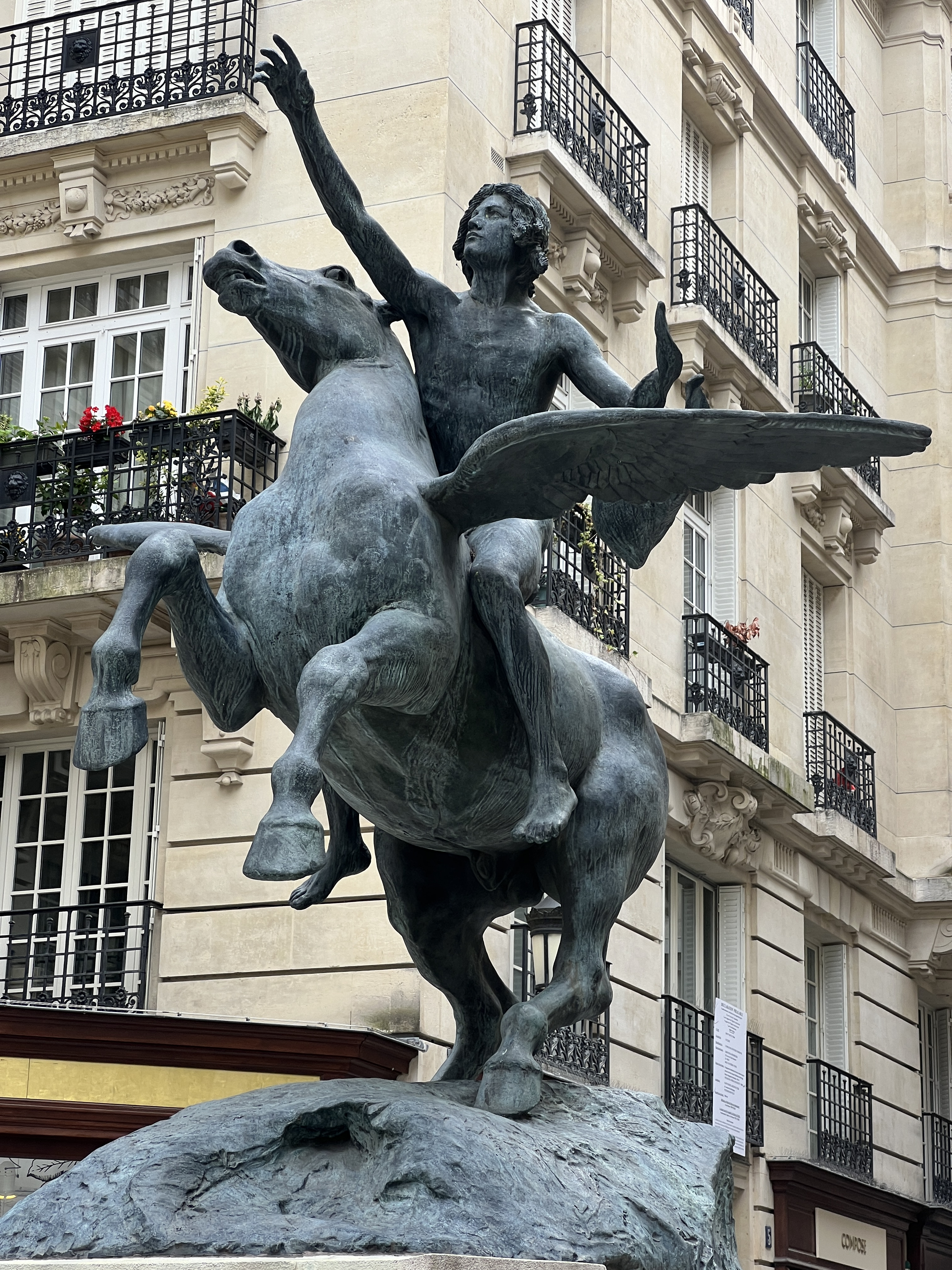
Poetul călare pe Pegas (1897), Paris, Square de l'Opéra-Louis-Jouvet⁠(d)
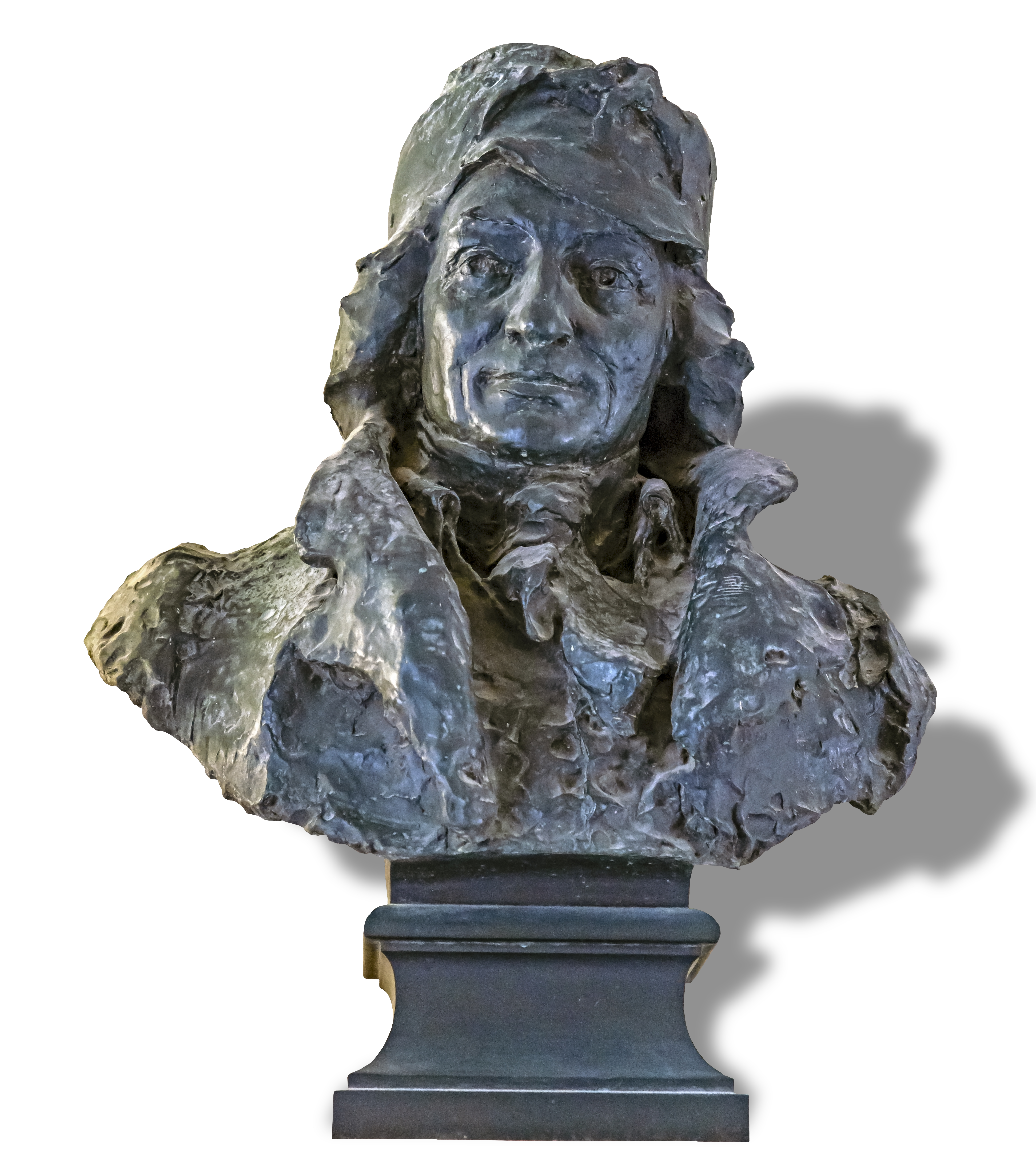
Buste de Jacques Gamelin (1898), musée des Beaux-Arts de Carcassonne.
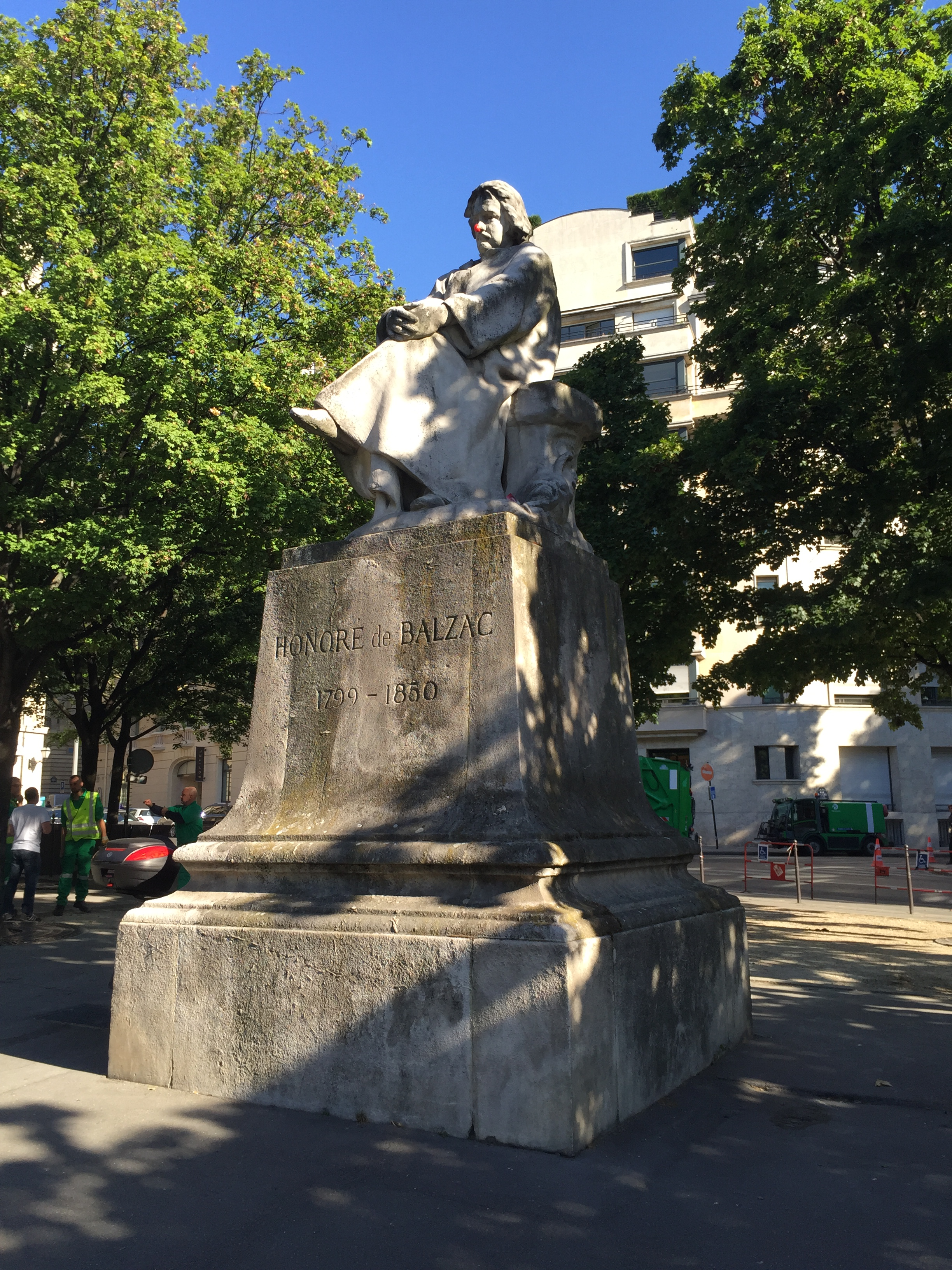
Monument à Balzac (1902), Paris, Place Georges-Guillaumin.
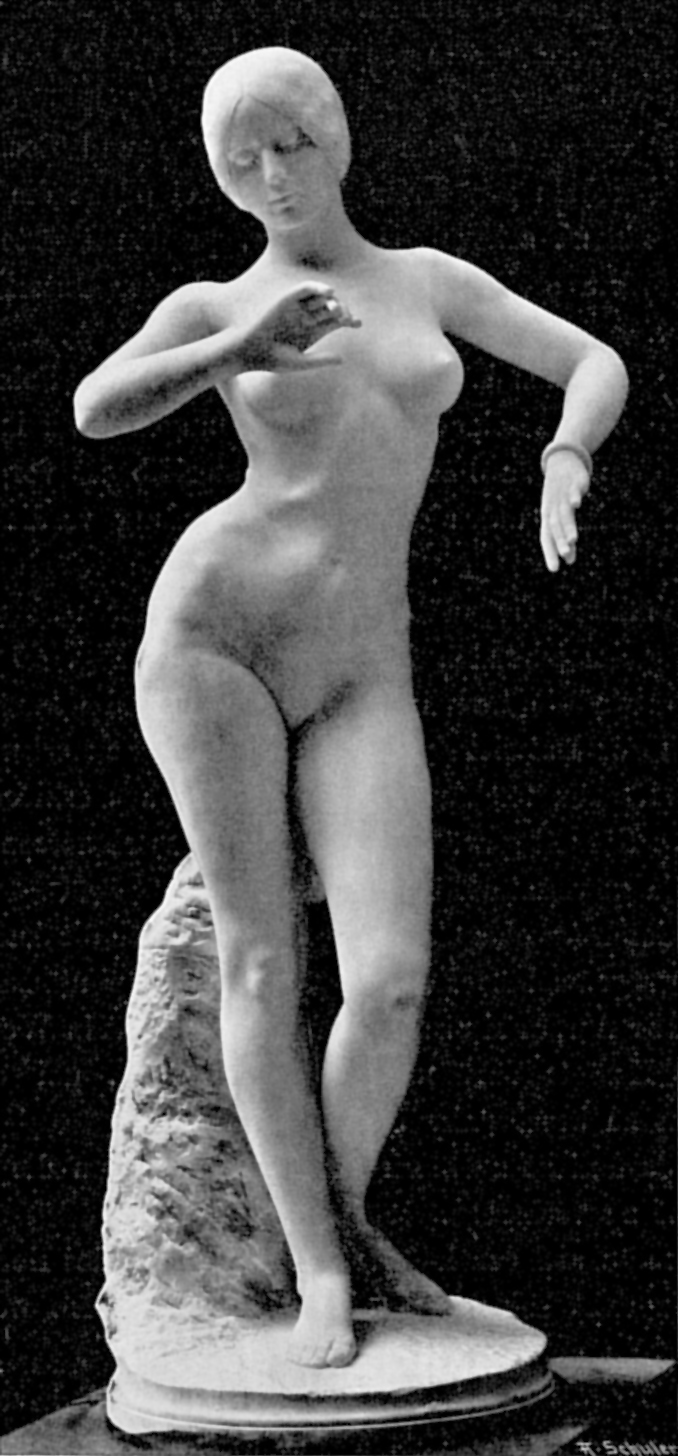
La Danseuse (1904), Paris, Musée d'Orsay.
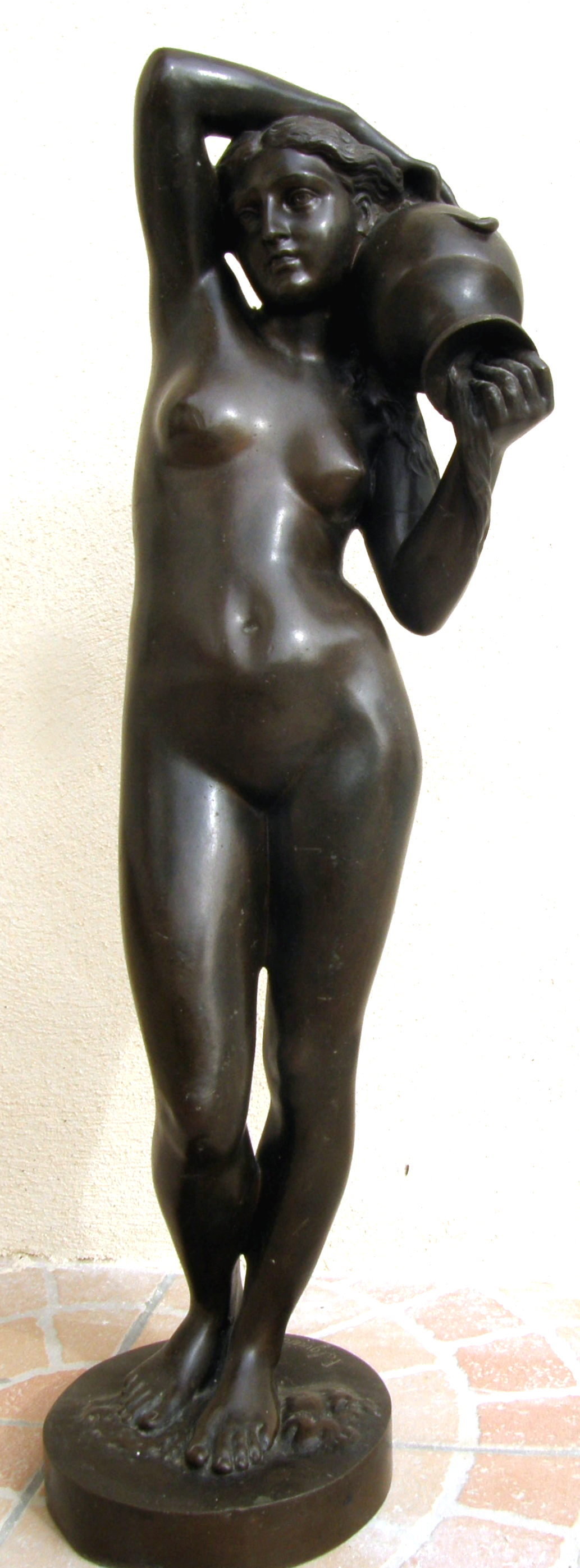
La Source (colecție privată).

## Elevi
- Gustave Belard⁠(d)
- Eugène Bénet⁠(d) (1863-1942)
- Jean Boucher⁠(d), din 1889 până în 1894.
- Antoine Bourdelle⁠(d)
- Maurice Bouval⁠(d) (1863-1916)
- Théophile Camel⁠(d)
- Pierre-Étienne Daniel Campagne⁠(d)
- Camille Crenier⁠(d)
- Auguste Davin⁠(d)
- Jean Descomps⁠(d)
- Ernest Henri Dubois
- Paul Ducuing⁠(d) (1867-1949)
- John Flanagan⁠(d)
- Emmanuel Fontaine⁠(d) (1856-1935)
- Achille Jacopin⁠(d)
- Alexandre Laporte⁠(d) (1850-1904)
- François-Raoul Larche⁠(d) (1860-1912), al 2-lea prix de Rome en 1886
- Charles Louis Malric⁠(d)
- Anne Manuela⁠(d)
- Léon Olympe Anne Bernard Marie⁠(d), al 2-lea prix de Rome en 1874
- Laurent Marqueste⁠(d)
- Jean-Marie Mengue⁠(d)
- Antonin Mercié
- Albert Pasche⁠(d)
- Raphaël Charles Peyre⁠(d)
- Denys Puech⁠(d) (1854-1942), din 1872 până în 1884.
- Jean-Désiré Ringel d'Illzach⁠(d)
- Gaston Schnegg⁠(d)

## Onoruri
- În Paris, o piață, o stradă și o stație de metrou poartă numele lui.
- În Toulouse, o stradă, o școală primară și o grădiniță publică poartă numele lui.